# WWF Wrestling Challenge
WWF Wrestling Challenge fue un programa semanal de la WWF, hoy WWE, que duró 10 años.
1986-1996.
Era un programa de duración de 1 hora, incluyendo 15 minutos de comerciales, que superestrellas de la WWF, luchaban contra luchadores Jobbers o novatos, excepto la lucha estelar, el programa era transmitido cada semana en el canal Syndicated.
Uno de los momentos más recordados de este programa, fue en enero de 1992, cuando Shawn Michaels pateo a su antiguo compañero, Marty Jannety, así terminando el equipo de The Rockers.
Otro momento histórico fue cuando Jack Tunney anunció que The Ultimate Warrior se enfrentaría a Hulk Hogan en Wrestlemania VI.
Otro momento histórico fue una lucha mano a mano entre Owen Hart y Jerry Lawler días antes de SummerSlam 1993, que ya tenían meses de un feudo largo y terminó ganando Jerry Lawler con un Martinete, y en SummerSlam 1993 derrotó a Bret Hart por descalificación.